# Peter Atkins
Peter William Atkins (ur. 10 sierpnia 1940) – angielski chemik. Profesor chemii w kolegium Lincoln College Uniwersytetu w Oxfordzie. Pisarz mający na koncie wiele książek popularnonaukowych oraz podręczników akademickich z różnych dziedzin chemii m.in.: Physical Chemistry, Inorganic Chemistry oraz Molecular Quantum Mechanics, które należą do najbardziej popularnych podręczników z tej dziedziny. Niektóre z nich przetłumaczone zostały na język polski np. „Chemia fizyczna”, „Podstawy chemii fizycznej”, „Chemia ogólna: Cząsteczki, Materia, Reakcje”.